# Ронан Вантенар
Ронан Вантенар (афр. Ronan Wantenaar; Виндхук, 20. фебруар 2001) намибијски је пливач чија специјалност су трке мешовитим и прсним стилом. 

## Спортска каријера
Вантенар је дебитовао на међународној сцени као шеснаестогодишњак, и то на светском сениорском првенству у Будимпешти 2017. где је постигао солидне резултате у тркама на 50 прсно (58) и 100 леђно (40. место). Сличне резултате постигао је и наредне године на светском првенству у малим базенима у кинеском Хангџоуу. 
Наступио је и на светском првенству у корејском Квангџуу 2019 — 66. место на 100 прсно и 43. место на 200 мешовито.  